# Totally Spies!
«Totally Spies!» (укр. Абсолютні шпигунки) — франко-канадський анімаційний серіал, створений французькою анімаційною студією «Marathon Media», в якому розповідається про трьох вірних подруг-шпигунок з Беверлі-Гіллз, Каліфорнія, США. Транслюється з 3 листопада 2001 року, а прем'єра у Франції відбулася 3 квітня 2002 року по каналу «TF1», а в Канаді, показ розпочався 2 вересня 2002 року по каналу «Teletoon». В Україні транслювався телеканалами «Інтер» (перший та другий сезон) та «Перший» (третій сезон).

## Сюжет
Сюжет серіалу розгортається навколо трьох підлітків-шпигунок Сем, Кловер, Алекс та організації WOOHP (укр. В.О.З.Л.), очолюваною Джері, вони борються зі світовою злочинністю. Всього було випущено 7 сезонів, у кожному з яких по 26 серій.

## Епізоди
Серіал містить сім сезонів, поділених на 182 епізоди. Обрамлення кожного епізоду — це другорядна історія, в якій дівчата навчаються, живуть звичайним життя і працюють шпигунками. Більшість епізодів є автономними.
У 2013 році шоу було подовжено на шостий сезон, прем'єра на заході відбулася у Версальському палаці. 26 вересня транслювалися на французькому телебаченні та по всій Європі, починаючи з 4 вересня 2013 року. У Канаді шостий сезон транслювався 7 вересня 2014 року на Teletoon, а 6 вересня — на французькій версії, Télétoon.
| Сезон | Сезон | Епізодів | Оригінальний запуск (Канадські дати)             | Оригінальний запуск (Канадські дати)              |
| Сезон | Сезон | Епізодів | Перший показ                                     | Останній показ                                    |
| ----- | ----- | -------- | ------------------------------------------------ | ------------------------------------------------- |
|       | 1     | 26       | 3 квітня 2002 (Франція) 2 вересня 2002 (Канада)  | 15 червня 2002 (Франція) 28 березня 2003 (Канада) |
|       | 2     | 26       | 8 серпня 2003                                    | 19 вересня 2004                                   |
|       | 3     | 26       | 3 жовтня 2004                                    | 31 липня 2005                                     |
|       | 4     | 26       | 3 квітня 2006                                    | 8 березня 2007                                    |
|       | 5     | 26       | 31 березня 2007                                  | 10 лютого 2008                                    |
|       | фільм | фільм    | 22 червня 2009 (Франція)                         | 22 червня 2009 (Франція)                          |
|       | 6     | 26       | 4 вересня 2013 (Франція) 7 вересня 2014 (Канада) | жовтень 2013 (Франція) 1 березня 2015 (Канада)    |
|       | 7     | 26       | 2024                                             | 2024                                              |

## Персонажі
- Саманта Сімпсон або «Сем» — дівчина з довгими рудим волоссям і зеленими очима. Носить шпигунський костюм зеленого кольору. У 5-му сезоні разом з подругами змінила місце проживання на Беверлі-Гіллз. Вона є найрозумнішою і найвідповідальнішою в команді. Мати - Гебб (скорочене від імені Гебріел), згадується в серії «Дорогі Матусі». Вона дуже подібна на свою матір. Має алергію на тофу.
- Кловер Мейсон — дівчина зі світлим волоссям і блакитними очима. Носить червоний шпигунський костюм. Дуже велелюбна і модна. Вона має стереотипний характер типової блондинки: завжди ганяється за останніми новинками моди і знайомиться тільки з гарними хлопцями. Ім'я мами - Стелла. Любить ходити по магазинах, в спа-салони та торговельні центри разом з Алекс і Сем. Антипатія - Менді. Має алергію на нарциси. Після закінчення школи навчається разом з Алекс і Сем в університеті Малібу. Вегетаріанка.
- Олександра Г'юстон або «Алекс» — дівчина з короткою чорною стрижкою боб-каре, займається активними видами спорту, життєрадісна. Носить жовтий шпигунський костюм. Як і Сем з Кловер, любить ходити по магазинах і спа-салонах, але їй також подобається займатися тхеквондо і карате. Ім'я мами - Кармен. Після закінчення школи навчається разом з Кловер і Сем в університеті Малібу. Має алергію на кішок. Також у неї є домашній вихованець - свинка Вінкі, з якою вона одного разу виступала на конкурсі собак.
- Джеральд Джеймс Л'юїс або «Джеррі» — чоловік середніх років, дуже серйозний британський джентльмен. Має брата-близнюка - Теранса, який став лиходієм і вів проти нього боротьбу. Є засновником і головним адміністратором W.O.O.H.P. (Всесвітня Організація Захисту Людей або Всесвітня Організація із захисту Людства). У серіалі організацію називали як «Вуп» або «Возл». У 6 сезоні її називали як «Восч». Викликає дівчат в штаб в самий невідповідний для них момент. Забезпечує підтримку місії інформацією або безпосередньою участю. Він часто дратує дівчат, але, якщо їм загрожує небезпека, допомагає. Відомо, що у нього є проблеми з його матір'ю-шпигуном, яка згадується кілька разів в деяких сезонах. Найчастіше його можна знайти на роботі чи вдома у мами Джеррі в Лондоні.
- Аманда (Менді) Люкс — дівчина-суперниця дівчат. У неї гарне довге волосся та фіолетові очі. У школі вона популярна і стильна дівчина (на її думку), в той час як інші учні бачать в ній неприємну особистість. В одній із серій («Лиховісне кафе») Менді стає однією з шпигунок, їй видали фіолетовий костюм, але вона залишає цю роботу, так як для неї ця ноша виявилася непосильною. З нею завжди ходять дві подружки - Домінік і Кейтлін. Менді займає приблизно середнє значення між головними і другорядними героями - вона присутня у кожній серії, але на основний сюжет практично не впливає.

## Ролі озвучили

### Англійське оригінальне озвучення
- Дженніфер Гейл — Сем, Геббі, Менді
- Андреа Бейкер — Кловер, Стелла, Домінік
- Кеті Лі — Алекс, Кармен, Кейтлін (1-2 сезони)
- Кеті Гріффін — Алекс, Кармен, Кейтлін (3-6 сезони)
- Джесс Харнелл — Джеррі (1-2 сезони)
- Ейдріан Трас — Джеррі (3-6 сезони)
- Стіві Велланс — Г.Л.Е.Д.І.С. (3-4 сезони)

### Французьке оригінальне озвучення
- Клер Гайот — Сем, Геббі
- Філі Кейта — Кловер, Стелла
- Селін Мож — Алекс, Кармен, Менді
- Жан-Клод Донді — Джеррі, Теренс
- Лора Прежан — Г.Л.Е.Д.І.С. (3-4 сезони)

### Українське двоголосе закадрове озвучення (3 сезон)[8]
- Олександр Завальський — всі чоловічі ролі
- Ніна Касторф — всі жіночі ролі

## Фільм
22 липня 2009 року у Франції вийшов фільм Totally Spies! Le film. У ньому розповідається про те як Сем, Алекс, Кловер стали шпигунками.